# Orthotrichia divaricata
Orthotrichia divaricata is een schietmot uit de familie Hydroptilidae. De soort komt voor in het Australaziatisch gebied.